# Fallingeberg (naturreservat)
Fallingeberg är ett naturreservat i Valdemarsviks kommun i Östergötlands län.
Området är naturskyddat sedan 2003 och är 54 hektar stort. Reservatet ligger nordost om orten Fallingeberg. Reservatet består av brandpräglad hällmarkstallskog, granskog, kärr och sumpskog. 